# Oxytropis qitaiensis
Oxytropis qitaiensis là một loài thực vật có hoa trong họ Đậu. Loài này được X.Y. Zhu, H. Ohashi & Y.B. Deng miêu tả khoa học đầu tiên năm 1999.